# Dendronephthya dromidicola
Dendronephthya dromidicola is een zachte koraalsoort uit de familie Nephtheidae. De koraalsoort komt uit het geslacht Dendronephthya. Dendronephthya dromidicola werd in 1952 voor het eerst wetenschappelijk beschreven door Utinomi. 